# ماتیو کوتادور
ماتیو کوتادور (انگلیسی: Mathieu Coutadeur؛ زادهٔ ۲۰ ژوئن ۱۹۸۶) بازیکن فوتبال اهل فرانسه است.
از باشگاه‌هایی که در آن بازی کرده‌است می‌توان به باشگاه فوتبال لوریان، باشگاه ورزشی لیماسول، آ.اس موناکو، و باشگاه فوتبال لو مان اشاره کرد.
وی همچنین در تیم ملی فوتبال زیر ۲۱ سال فرانسه بازی کرده‌است.